# Piper hongkongense
Piper hongkongense är en pepparväxtart som beskrevs av C. Dc.. Piper hongkongense ingår i släktet Piper och familjen pepparväxter. Inga underarter finns listade i Catalogue of Life.